# Edmunda Maria von Dietrichstein-Nikolsburg
Erdmuthe Maria Theresia of Dietrichstein ou Edmunda Maria von Dietrichstein-Nikolsburg, née le 17 avril 1662 à Nikolsburg et morte le 15 mars 1737 à Vienne (Autriche), est une noble autrichienne, princesse de Liechtenstein par mariage avec Hans-Adam Ier, prince de Liechtenstein.

## Biographie
Née à Nikolsburg, elle est le cinquième enfant et la deuxième fille (mais aînée survivante) de Ferdinand Joseph, 3e prince de Dietrichstein, membre de la maison princière de Dietrichstein, et de son épouse, la princesse Marie Elisabeth d'Eggenberg (1640-1715), duchesse de Krumau et comtesse princière (gefürsteter Graf) de Gradis am Sontig.
À Vienne, le 16 février 1681, elle épouse son cousin germain, Hans-Adam, prince héréditaire de Liechtenstein (16 août 1662 – 16 juin 1712). Ils auront onze enfants dont Marie-Thérèse de Liechtenstein (1694-1772).
Après la mort de son beau-père en 1684, Erdmuthe devient princesse consort de Liechtenstein. Elle meurt à Vienne à l'âge de 74 ans et est enterrée dans la crypte familiale des Liechtenstein à Vranov.